# 德鲁拜·安巴尼
德鲁拜·希拉昌德·安巴尼（Dhirajlal Hirachand Ambani，1932年12月28日—2002年7月6日）是一名印度企业家，信实工业创始人，也因此成为亿万富豪，2016年，印度政府追赠他莲花赐勋章。

## 生平
德鲁拜·希拉昌德·安巴尼出生于英属印度丘瓦德，父亲希拉昌德·安戈尔丹巴伊·安巴尼（Hirachand Gordhanbhai Ambani）是一名巴尼亚乡村教师。他在1948年出国到亚丁卖石油，1958年回国创业。
他和表亲占巴勒·达马尼（Champaklal Damani）于1960年代创立信实工业，当时叫信实商业公司（Reliance Commercial Corporation），1965年达马尼退出，德鲁拜继续经营公司。
2002年6月24日他因中风入院，这是他第二次中风，上一次发生于1986年2月并导致他右手麻痹。在陷入昏迷一周多后，他在7月6日逝世。